# شهرستان چانگ‌لینگ
شهرستان چانگ‌لینگ (به چینی: 长岭县) یک شهرستان در استان جی‌لین چین است که در تابعیت شهر سونگ‌یوان قرار دارد.
شهرستان چانگلینگ ۵٬۷۳۶٫۳۱ کیلومتر مربع مساحت و ۴۵۱٬۶۲۰ نفر جمعیت دارد و ۱۹۱ متر بالاتر از سطح دریا واقع شده‌است.

## تقسیمات اداری
شهرستان چانگ‌لینگ به ۳ ناحیه، ۱۲ شهرک و ۱۰ قصبه تابعه تقسیم شده است. هفت «میدان» هم‌سطح قصبه نیز تابع این شهرستان می‌باشند.
- شهرک بئی‌ژنگ (北正镇، Běizhèng zhèn)
- شهرک تای‌پینگ‌چوان (太平川镇، Tàipíngchuān zhèn)
- شهرک تای‌پینگ‌شان (太平山镇، Tàipíngshān zhèn)
- شهرک جوباوشان (巨宝山镇، Jùbǎoshān zhèn)
- شهرک چانگ‌لینگ (长岭镇، Chánglǐng zhèn)
- شهرک داشینگ (大兴镇، Dàxīng zhèn)
- شهرک سان‌چینگ‌شان (三青山镇، Sānqīngshān zhèn)
- شهرک شماره هفتم جلویی (چیان‌چی‌هاو) (前七号镇، Qiánqīhào zhèn)
- شهرک شین‌آن (新安镇، Xīn'ān zhèn)
- شهرک لی‌فاشنگ (利发盛镇، Lìfāshèng zhèn)
- شهرک لیوشوی (流水镇، Liúshuǐ zhèn)
- شهرک یونگ‌جیو (永久镇، Yǒngjiǔ zhèn)

- قصبه جی‌تی (集体乡، Jítǐ xiāng)
- قصبه چیان‌جین (前进乡، Qiánjìn xiāng)
- قصبه دونگ‌لینگ (东岭乡، Dōnglǐng xiāng)
- قصبه سان‌شیان‌باو (三县堡乡، Sānxiànbǎo xiāng)
- قصبه شماره ۳۰ (سان‌شی‌هاو) (三十号乡، Sānshíhào xiāng)
- قصبه گوانگ‌مینگ (光明乡، Guāngmíng xiāng)
- قصبه های‌چینگ (海青乡، Hǎiqīng xiāng)
- قصبه ۸۸ام (باشی‌با) (八十八乡، Bāshíbā xiāng)
- قصبه هنگ سوم (سان‌توان) (三团乡، Sāntuán xiāng)
- قصبه یاوتووزی (腰坨子乡، Yāotuózǐ xiāng)

- میدان بذرکاری (良种繁育场، Liángzhǒng fányù chǎng)
- میدان جنگل‌داری مکانیزه تای‌پینگ‌چوان (太平川机械林场، Tàipíngchuān jīxiè línchǎng)
- میدان جنگل‌داری مکانیزه جلویی شمار ۷ (前七号机械林场، Qián qīhào jīxiè línchǎng)
- میدان جنگل‌داری مکانیزه دونگ‌لینگ (东岭机械林场، Dōnglǐng jīxiè línchǎng)
- میدان جنگل‌داری مکانیزه سان‌توان (三团机械林场، Sāntuán jīxiè línchǎng)
- میدان زادآوری اسب چانگ‌لینگ (长岭种马场، Chánglǐng zhǒng mǎchǎng)
- میدان زادآوری شماره ۱۴ (十四号种畜场، Shísì-hào zhǒngchù chǎng)